# Cessna 408 SkyCourier
Cessna 408 SkyCourier – amerykański, lekki samolot wielozadaniowy opracowywany przez firmę Textron Aviation przy współudziale FedEx Express.

## Historia

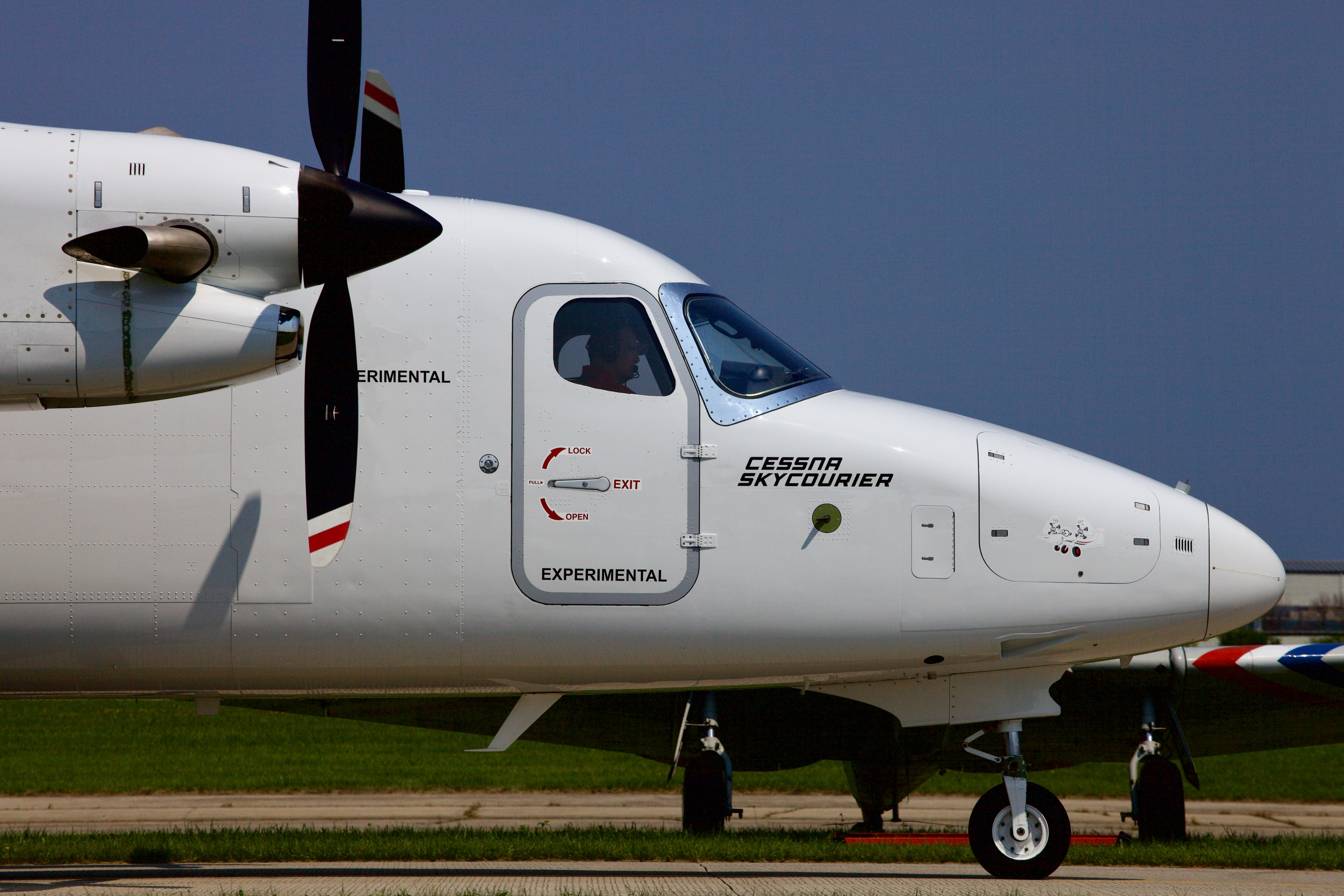
Jeden z prototypów samolotu

Nowy samolot, którego program budowy uruchomiono oficjalnie 28 listopada 2017 roku, ma stać się nowym koniem roboczym specjalizującej się w przewozach towarowych linii lotniczych FedEx Express. Powstaje on w oparciu o kilkuletnie doświadczenia FedExu w eksploatacji samolotów Cessna 208 i ATR 42, a których najstarsze egzemplarze SkyCourier ma zastąpić. Rozmowy pomiędzy Textron Aviation a firmą kurierską rozpoczęły się na wiosnę 2017 roku. FedEx podpisał już kontrakt na dostawę 50 maszyn z opcją na kolejne 50.
Samolot ma być przede wszystkim tani w eksploatacji i niezawodny. SkyCourier będzie zastrzałowym górnopłatem zbudowanym z klasycznych materiałów (stopy aluminium), wyposażonym w stałe podwozie z przednim podparciem. Usterzenie w kształcie litery T. 
Maszyna napędzana będzie dwoma silnikami turbośmigłowymi Pratt & Whitney Canada PT6A-65SC o mocy 1100 KM każdy z czterołopatowymi, aluminiowymi śmigłami Blackmac o zmiennym skoku i średnicy 279,4 cm firmy McCauley. Samolot będzie dysponował płaską podłogą i kabiną ładunkową o wysokości i szerokości 178 cm. Podłoga w wersji towarowej będzie wyposażona w rolki do przemieszczania ładunku. Ładunek umieszczany będzie poprzez boczne drzwi o wymiarach 2,21 x 1,753 m. Wymiary kabiny ładunkowej umożliwią przewóz trzech standardowych lotniczych kontenerów LD3. Alternatywnie samolot będzie zdolny do przewozu ładunków rozmieszczonych na paletach. Łączna masa przewożonego ładunku ma wynosić 2722 kg (2724 kg w zależności od źródeł).
Wersja pasażerska samolotu będzie zdolna do zabrania na pokład 19 pasażerów: pięć pojedynczych foteli ustawionych wzdłuż lewej burty i 14 foteli, ustawionych parami wzdłuż prawej burty samolotu. W kabinie załogi przewidziane jest zastosowanie awioniki Garmin G1000. Kabina maszyny nie będzie kabiną ciśnieniową.
Samolot ma być certyfikowany według przepisów FAA CFR Part 23. Oblot ukończonego prototypu planowany był wstępnie na 2019 rok, a rozpoczęcie eksploatacji na 2020 rok. Według informacji ujawnionych przez producenta samolotu w połowie marca 2018 roku, udało się już zrealizować wstępny etap prób modelu samolotu w tunelu aerodynamicznym. Uzyskano dane dotyczące między innymi obciążeń struktury samolotu i jego charakterystyki aerodynamicznej. W próbach udział wziął model samolotu wyposażony w elektryczne silniki ze śmigłami.

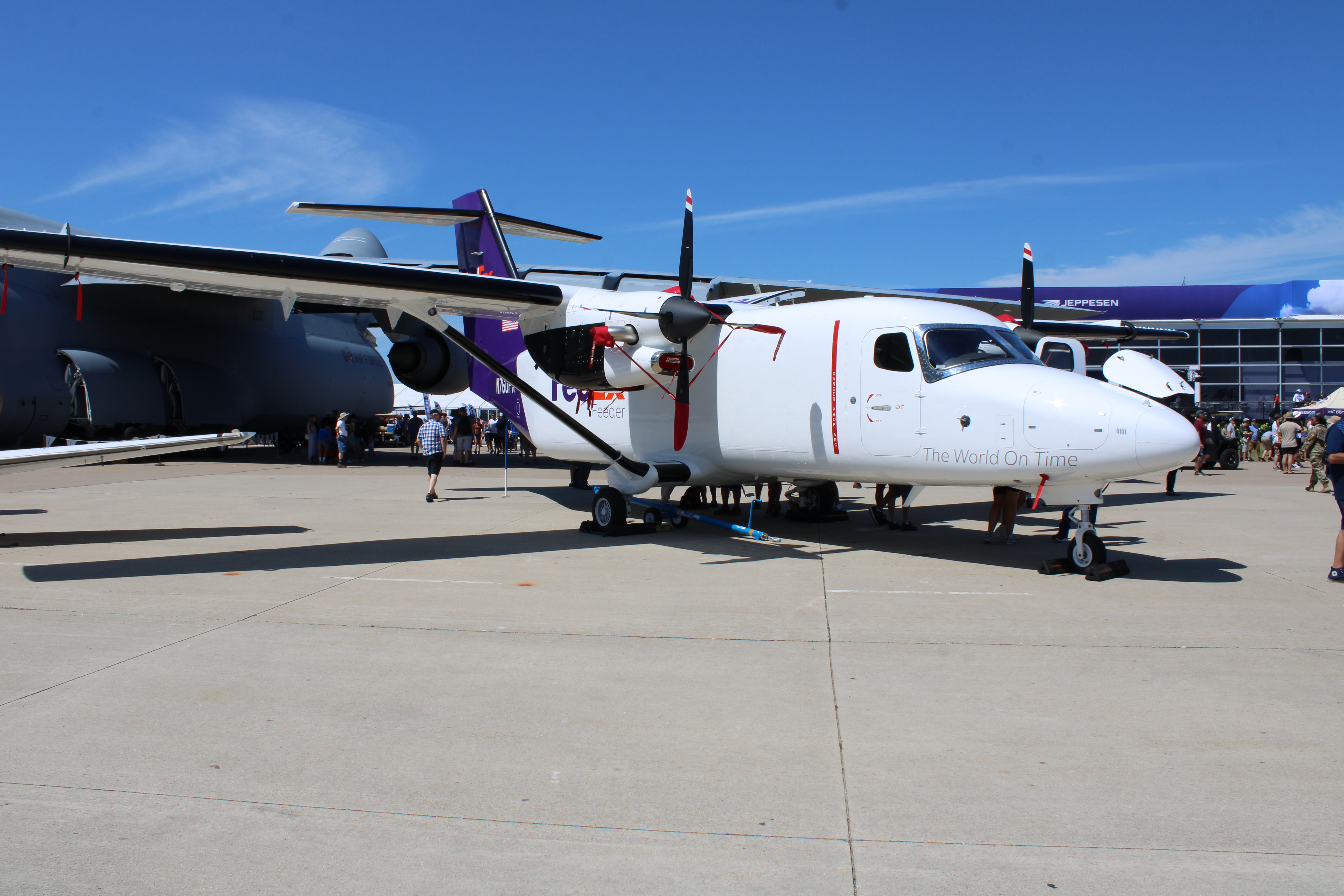
Cessna 408 SkyCourier w barwach FedEx

17 maja 2020 roku, ukończony prototyp samolotu wzbił się po raz pierwszy w powietrze. Samolot o numerze rejestracyjnym N408PR, za sterami którego siedzieli kapitan Aaron Tobias oraz drugi pilot Corey Edkhart, wystartował do swojego dziewiczego lotu z lotniska Beech Factory Airport w Wichita w Kansas. Trwający 2 godziny i 15 minut lot przebiegł pomyślnie. W sierpniu 2020 roku do prób dołączył drugi prototyp samolotu oznaczony jako P1, o czym producent poinformował 11 sierpnia 2020 roku. Drugi prototyp, jest zarazem pierwszym samolotem wykonanym w standardzie produkcji seryjnej wersji transportowej. Podczas obloty maszyny P1, za jej sterami siedzieli piloci Peter Gracey i Todd Dafforn. Lot trwał 95 minut, w trakcie jego trwania wzniesiono się na maksymalną wysokość 4331 metrów i osiągnięto prędkość 390 km/h. P1 bierze udział w lotach próbnych mających sprawdzić działanie układu napędowego samolotu, instalacji przeciwoblodzeniowej, awioniki Garmin G1000NXi, systemów kontroli środowiska. Do dnia oblotu drugiego prototypu, pierwszy prototyp wykonał 38 lotów spędzając w powietrzu 76 godzin. 28 września tego samego roku oblatana została trzecia maszyna prototypowa oznaczona jako P2. Trzecia maszyna prototypowa ma przede wszystkim posłużyć do testów awioniki samolotu oraz prób klimatycznych w specjalnej komorze symulującej niskie i wysokie temperatury, mieszczącej się w Eglin Air Force Base.
Zalety nowej konstrukcji zostały zauważone i docenione przez Departament Obrony Stanów Zjednoczonych, który w grudniu 2021 roku wpisał samolot na listę maszyn, rekomendowanych przez amerykański rząd sojusznikom, chcącym zakupić sprzęt wojskowy w ramach programu Foreign Military Sales.
4 lutego 2022 roku, w zakładach w Wichita uroczyście zaprezentowano pierwszy zbudowany seryjny egzemplarz samolotu. Do czasu prezentacje, biorące udział w próbach certyfikacyjnych trzy prototypy, wylatały razem 2100 godzin.
11 marca 2022 roku samolot uzyskał certyfikat typu amerykańskiej Federal Aviation Administration.

## Służba
9 maja 2022 roku, pierwszy seryjny egzemplarz został przekazany podczas specjalnej uroczystości firmie FedEX.
21 grudnia 2022 roku, producent poinformował o zawarciu umowy z meksykańskim, regionalnym przewoźnikiem Aerus, na dostawę dwóch maszyn Cessna 408 SkyCourier w wersji pasażerskiej. Tym samym meksykańska linia lotnicza została pierwszym przedsiębiorstwem, zamawiającym pasażerską, dziewiętnastomiejscową  odmianę SkyCourier.
Nowy dwusilnikowy samolot turbośmigłowy ma zastąpić używane w Brazylijskich Siłach Powietrznych maszyny Embraer EMB 110 Bandeirante. Pierwotnie zadanie zaprojektowania i zbudowania nowej konstrukcji otrzymał brazylijski Embraer. Efektem jego pracy został projekt STOUT (Short Take Off Utility Transport). Pomimo tego, siły powietrzne wybrały amerykańską konstrukcję i to SkyCourier zastąpi EMB 110 Bandeirante.